# Список умерших в 1993 году
В этой статье представлен список известных людей, умерших в 1993 году.
См. также: Категория:Умершие в 1993 году

## Январь
- 1 января — Сергей Васильевич Смирнов (80) — русский поэт («Весёлый характер» и др. сборники стихов).
- 2 января — Владимир Макогонов (88) — советский шахматист.
- 2 января — Александр Фельзенбаум (70) — советский учёный в области физики моря.
- 4 января — Валентин Пацюченко (68) — Герой Советского Союза.
- 4 января — Илья Трушков (67) — Герой Советского Союза.
- 5 января — Ниязи Дзяпшипа (65) — советский грузинский футболист.
- 6 января — Юрий Аделунг (47) — российский поэт, бард.
- 6 января — Диззи Гилеспи (75) — джазовый трубач-виртуоз, вокалист, композитор, аранжировщик, руководитель ансамблей и оркестров, один из родоначальников современного импровизационного джаза.
- 6 января — Геннадий Новиков (77) — Герой Советского Союза.
- 6 января — Рудольф Нуреев (54) — танцор балета XX века, балетмейстер; больной СПИДом.
- 7 января — Павел Махиня (73) — Герой Советского Союза.
- 7 января — Юрий Тугов (66) — советский и российский библиограф и библиографовед, кандидат философских наук.
- 9 января — Владимир Алхимов (73) — Герой Советского Союза.
- 9 января — Гавриил Близниченко (79) — Полный кавалер Ордена Славы.
- 9 января — Филипп Сенин (85) — Полный кавалер Ордена Славы.
- 9 января — Иван Фейчер (74) — работник сельского хозяйства Украинской ССР, Герой Социалистического Труда.
- 9 января — сэр Пол Мирна Кэдвалла Хэзлак (87) — британский государственный деятель, генерал-губернатор Австралии (1969—1974).
- 10 января — Василий Королёв (68) — Полный кавалер ордена Славы.
- 10 января — Лев Юпко (81) — советский инженер-металлург, директор Запорожского металлургического завода им. Орджоникидзе «Запорожсталь».
- 11 января — Василий Однорогов (67) — Полный кавалер Ордена Славы.
- 12 января — Василий Робинов (85) — советский фотограф и фотохудожник.
- 12 января — Юзеф Чапский (96) — польский художник и писатель.
- 13 января — Иван Балюк (73) — Герой Советского Союза.
- 13 января — Шарль Тийон (95) — французский политик.
- 14 января — Манфред Ляхс — польский дипломат и юрист, член-корреспондент Польской Академии наук.
- 14 января — Александр Медакин (55) — знаменитый советский футболист, защитник. Мастер спорта.
- 15 января — Валентин Аккуратов (83) — советский штурман полярной авиации, заслуженный штурман СССР.
- 16 января — Рафик Хачатрян (55) — армянский и советский скульптор.
- 17 января — Иван Индряков — Герой Советского Союза.
- 17 января — Алекандр Мишаков (80) — советский и украинский спортсмен и тренер; Заслуженный мастер спорта СССР.
- 18 января — Нагуш Арутюнян (80) — армянский советский партийный и общественный деятель.
- 18 января — Сергей Боровик (73) — Герой Советского Союза.
- 18 января — Кирилл Тарановский (81) — югославский и американский филолог-славист русско-польского происхождения.
- 19 января — Леонид Махновец — советский литературовед, историк, археолог, переводчик, библиограф.
- 20 января — Одри Хепбёрн (63) — американская актриса и фотомодель; рак.
- 20 января — Михаил Шапочкин (71) — Герой Советского Союза.
- 21 января — Хамит Юсупов (75) — Герой Социалистического Труда.
- 22 января — Николай Ениколопов (68) — советский армянский учёный и организатор науки, доктор химических наук.
- 22 января — Кобо Абэ (68) — выдающийся японский писатель, драматург и сценарист.
- 22 января — Леонид Шишов (70) — Герой Советского Союза.
- 23 января — Евгений Винокуров (67) — русский поэт.
- 23 января — Александр Славин (95) — Герой Социалистического Труда.
- 24 января — Ассунта Австрийская (90) — австрийская эрцгерцогиня из Тосканской ветви Габсбургов.
- 24 января — Сергей Захаров (92) — живописец, акварелист, дизайнер, художник-монументалист, архитектор.
- 24 января — Густав Эрнесакс (84) — эстонский композитор, хоровой дирижёр, педагог.
- 27 января — Александр Амосенков (73) — Герой Советского Союза.
- 28 января — Давид Курлянд — капитан милиции, сотрудник одесского уголовного розыска, один из прототипов собирательного образа Давида Марковича Гоцмана в сериале «Ликвидация».
- 28 января — Анатолий Парфёнов (68) — советский борец классического стиля, олимпийский чемпион 1956 года.
- 29 января — Степан Кобзев (77) — Герой Советского Союза.
- 29 января — Николай Кузнецов (80) — Герой Советского Союза.
- 29 января — Юрий Юшков (71) — Герой Социалистического Труда.
- 30 января — Гали Мазитов (80) — Герой Советского Союза.
- 30 января — Святослав Рерих (88) — российский философ, художник, культуролог.
- 31 января — Вилхелмс Рушко (70) — латвийский артист оперетты.

## Февраль
- 1 февраля — Ахат Губайдуллин (73) — советский работник нефтяной промышленности, бригадир буровиков, Герой Социалистического Труда.
- 1 февраля — Алексей Сорока (76) — Герой Советского Союза.
- 2 февраля — Гасан Алиев (85) — азербайджанский учёный, академик АН Азербайджанской ССР.
- 2 февраля — Василий Дульский (74) — русский советский военный дирижёр, валторнист, педагог и композитор.
- 2 февраля — Саша Шнайдер (84) — американский скрипач.
- 3 февраля — Алексей Савостьянов (84) — советский актёр, заслуженный артист РСФСР.
- 4 февраля — Семен Алексеев (83) — советский авиаконструктор.
- 4 февраля — Юрий Воронов (64) — русский советский поэт, журналист.
- 5 февраля — Алексей Броницкий (70) — полный кавалер ордена Славы.
- 5 февраля — Александр Харитонов (60) — российский художник.
- 5 февраля — Джозеф Манкевич (83) — американский кинорежиссёр, продюсер, сценарист.
- 7 февраля — Шовкет Алекперова (70) — советская азербайджанская певица, исполнительница мугамов, народная артистка Азербайджанской ССР.
- 7 февраля — Владимир Карпеко (70) — русский советский поэт.
- 7 февраля — Михаил Нарица (83) — русский писатель.
- 7 февраля — Георгий Фёдоров (75) — советский археолог, писатель, популяризатор науки.
- 8 февраля — Филипп Бондаренко (87) — украинский, ранее советский, шахматный композитор; международный мастер.
- 8 февраля — Тарас Шевченко (69) — председатель колхоза «Путь Ленина» Украинской ССР.
- 8 февраля — Михаил Юдин (54) — советский и российский композитор.
- 9 февраля — Михаил Баранов (71) — Герой Советского Союза.
- 9 февраля — Ахмед Сулейманов (69) — участник Великой Отечественной войны, разведчик, полный кавалер ордена Славы.
- 9 февраля — Вернер Линдеманн (66) — немецкий поэт и писатель. Отец вокалиста группы Rammstein.
- 9 февраля — Сабуро Окита (78) — японский экономист и политик, министр иностранных дел Японии с 1979 по 1980 год.
- 10 февраля — Николай Найдёнов (74) — Герой Советского Союза.
- 11 февраля — Бадьев, Николай Фёдорович (70) — советский актёр, народный артист РСФСР.
- 11 февраля — Борис Влэстару (70) — молдавский писатель.
- 11 февраля — Александр Дидигуров (74) — Полный кавалер ордена славы.
- 11 февраля — Десанка Максимович (94) — сербская писательница, поэтесса, переводчица.
- 11 февраля — Меджид Расулов (77) — известный ученый-математик, доктор физико-математических наук, профессор, заслуженный деятель науки, действительный член Академии Наук Азербайджана.
- 13 февраля — Александр Кострома (71) — Полный кавалер ордена Славы.
- 13 февраля — Сырбай Мауленов (70) — казахский поэт и писатель.
- 13 февраля — Александр Норден (88) — русский и советский геометр.
- 14 февраля — Николай Данько (66) — украинский поэт, писатель, журналист, библиофил.
- 16 февраля — Павел Круглов (74) — Герой Советского Союза.
- 17 февраля — Павел Державин (88) — капитан 1-го ранга, Герой Советского Союза.
- 17 февраля — Матвей Подымахин (75) — Герой Советского Союза.
- 17 февраля — Рита Ла Рой (91) — американская киноактриса.
- 19 февраля — Александр Давыдов (80) — украинский физик, академик АН Украины.
- 20 февраля — Иван Ефремов — полковник Советской Армии, участник Великой Отечественной войны, Герой Советского Союза.
- 21 февраля — Лев Дмитриев (71) — известный российский учёный литературовед.
- 22 февраля — Леонид Бабушкин (67) — Герой Советского Союза.
- 22 февраля — Григорий Степанов (65) — Герой Советского Союза.
- 23 февраля — Леонид Голячков (73) — Герой Советского Союза.
- 23 февраля — Николай Столяров (70) — полковник авиации, дважды Герой Советского Союза.
- 23 февраля — Алексей Кузнецов (76) — русский советский живописец и педагог.
- 24 февраля — Константин Байрак (79) — советский нефтяник и учёный.
- 24 февраля — Эльдар Харун оглы Мамедов (25) — азербайджанский офицер, Национальный герой Азербайджана.
- 24 февраля — Михаил Юрьев (74) — Герой Советского Союза.
- 25 февраля — Филипп Гоков (73) — Герой Советского Союза.
- 25 февраля — Вениамин Цукерман (79) — советский физик-теоретик, основатель отечественной импульсной рентгенографии, создатель оригинальной рентгенотехники, начальник отдела КБ-11, Герой Социалистического Труда, доктор технических наук.
- 26 февраля — Флетчер Нибел (81) — американский журналист и писатель; самоубийство.
- 26 февраля — Марк Перцовский (86) — советский актёр театра и кино.
- 26 февраля — Констанс Форд (69) — американская модель, актриса театра, кино и телевидения.
- 27 февраля — Владимир Бондарчук (87) — украинский советский ученый—геолог, педагог, доктор геолого-минералогических наук.
- 28 февраля — Дмитрий Макаров (75) — Герой Советского Союза.

## Март
- 1 марта — Дудник, Геннадий Михайлович (68) — советский актёр, заслуженный артист РСФСР.
- 3 марта — Касимов, Хайдар (70) — Герой Советского Союза.
- 4 марта — Багдасарян, Семён Карапетович (79) — Герой Советского Союза.
- 4 марта — Еряшев, Борис Никандрович (71) — Герой Советского Союза.
- 4 марта — Ильченко, Леонид Харитонович (67) — советский и украинский скульптор-любитель.
- 4 марта — Милютин, Александр Николаевич (46) — советский и украинский актёр театра и кино.
- 4 марта — Новиков, Михаил Петрович (74) — российский и советский религиовед, специалист по истории и теории атеизма и религии.
- 6 марта — Беляков, Игорь Николаевич (58) — советский и украинский кинооператор, актёр.
- 6 марта — Борисенко, Валентина Михайловна (73) — российская, ранее советская, шахматистка.
- 6 марта — Доминчен, Климентий Яковлевич (85) — советский композитор и дирижёр.
- 7 марта — Барабанова, Мария Павловна (81) — советская актриса театра и кино, народная артистка РСФСР.
- 7 марта — Ларни, Мартти (83) — финский писатель и журналист.
- 7 марта — Мороз, Иван Михайлович (78) — советский военачальник, лётчик, генерал-полковник авиации. Участник Великой Отечественной войны, Герой Советского Союза.
- 9 марта — Яхин, Рустем Мухаметхазеевич (71) — советский татарский композитор, пианист, педагог. Народный артист СССР.
- 10 марта — Андреев Иван Иванович (77) — русский советский живописец и педагог, Заслуженный работник культуры Российской Федерации, член Санкт-Петербургского Союза художников.
- 10 марта — Сутеев, Владимир Григорьевич (89) — русский советский детский писатель, художник-иллюстратор и режиссёр-аниматор.
- 10 марта — Старостин, Пётр Петрович (83) — советский футболист, полузащитник московского «Спартака».
- 11 марта — Муха, Степан Нестерович — украинский советский деятель органов госбезопасности и партийный деятель.
- 11 марта — Писарев, Юрий Алексеевич (76) — советский и российский историк.
- 11 марта — Синельникова, Мария Давыдовна (93) — советская и российская актриса театра и кино.
- 11 марта — Уэр, Ирен (82) — американская киноактриса.
- 12 марта — Кулагин, Иван Иванович (88) — заслуженный деятель науки и техники РСФСР.
- 12 марта — Цветков, Леонид Александрович (83) — советский учёный-химик.
- 13 марта — Афанасенко, Евгений Иванович — советский партийный и государственный деятель, дипломат. Чрезвычайный и полномочный посол.
- 13 марта — Футерман, Фёдор Иосифович (81) — баскетболист.
- 15 марта — Бокуть, Борис Васильевич (66) — советский и белорусский физик-теоретик, академик Национальной академии наук Беларуси.
- 17 марта — Пахомов, Пётр Михайлович (71) — Герой Советского Союза.
- 17 марта — Попов, Алексей Павлович (79) — Герой Советского Союза.
- 17 марта — Шредель, Владимир Маркович (74) — российский кинорежиссёр и сценарист.
- 19 марта — Аджубей, Алексей Иванович (69) — главный редактор газет «Комсомольская правда» (1957—1959) и «Известия» (1959—1964), зять Никиты Хрущёва.
- 19 марта — Борисов Владимир Александрович (89) — Герой Советского Союза.
- 20 марта — Мессерер-Плисецкая, Рахиль Михайловна (91) — советская актриса немого кино, мать великой балерины Майи Плисецкой.
- 20 марта — Свешников, Виктор Михайлович (85) — советский художник-график.
- 21 марта — Ельцина, Клавдия Васильевна (ур. Старыгина) — мать Бориса Ельцина (род. в 1908).
- 21 марта — Николаев, Василий Николаевич (71) — Герой Советского Союза.
- 22 марта — Мариинский, Евгений Пахомович (70) — советский лётчик-истребитель, Герой Советского Союза.
- 23 марта — Никулина, Евдокия Андреевна (75) — Герой Советского Союза.
- 24 марта — Голоскоков, Владимир Алексеевич (74) — Герой Советского Союза.
- 25 марта — Бадюк, Михаил Михайлович (73) — Герой Советского Союза.
- 25 марта — Истру, Богдан Спиридонович (78) — молдавский поэт, народный писатель Молдавской ССР.
- 26 марта — Бахрамов, Тофик Бахрам оглы (68) — советский, азербайджанский футбольный арбитр.
- 26 марта — Яцков, Анатолий Антонович (79) — советский разведчик.
- 27 марта — Глушко, Мария Васильевна (71) — советская писательница, сценарист.
- 27 марта — Фрадкин, Илья Моисеевич (78) — советский и российский литературовед.
- 27 марта — Шляху, Самсон Гершевич (78) — молдавский писатель.
- 27 марта — Вольф, Виталий Александрович (20) — российский военнослужащий, командир отделения связи 3-го парашютно-десантного батальона 345-го гвардейского Краснознамённого ордена Суворова 3-й степени отдельного парашютно-десантного полка Воздушно-десантных войск России, в составе российских миротворческих сил в Абхазии, гвардии старший сержант, Герой Российской Федерации (1993, посмертно)
- 28 марта — Хорти, Миклош (младший)  (86) — младший сын регента Венгрии Миклоша Хорти, землевладелец и политик.
- 29 марта — Полонский, Евгений Фёдорович (68) — Герой Советского Союза.
- 29 марта — Сафаров, Сангак (65) — один из руководителей и полевых командиров Народного фронта Таджикистана в Гражданской войне в Таджикистане.
- 29 марта — Леонов, Виталий Викторович (66) — советский и российский киноактёр.
- 30 марта — Кузовников, Анатолий Петрович (87) — Герой Советского Союза.
- 30 марта — Погодин, Радий Петрович (67) — советский писатель, художник, поэт, сценарист, выдающийся детский писатель.
- 31 марта — Бонин, Виктор Егорович (75) — Герой Советского Союза.
- 31 марта — Королёв, Валентин Алексеевич (80) — советский украинский художник комбинированных съемок.
- 31 марта — Ли, Брэндон (28) — американский актёр, мастер восточных единоборств, единственный сын Брюса Ли; несчастный случай.

## Апрель
- 1 апреля — Аббас Заманов (81) — азербайджанский критик.
- 2 апреля — Дмитрий Белоколос (81) — советский украинский партийный и государственный деятель, дипломат.
- 3 апреля — Иван Беспалько (68) — полный кавалер Ордена Славы, командир стрелкового отделения 172-го гвардейского стрелкового полка, гвардии старшина.
- 3 апреля — Александр Мнушкин (85) — французский кинопродюсер российского происхождения.
- 6 апреля — Олег Лосев (69) — генерал-лейтенант Советской Армии (1980), Герой Социалистического Труда (1985).
- 7 апреля — Зоя Парфёнова (72) — участник Великой Отечественной войны, заместитель командира эскадрильи 46-го гвардейского ночного бомбардировочного авиационного полка 325-й ночной бомбардировочной авиационной дивизии 4-й воздушной армии 2-го Белорусского фронта, гвардии старший лейтенант. Герой Советского Союза.
- 7 апреля — Юрий Федосюк (73) — советский и российский филолог, москвовед.
- 8 апреля — Алексей Салтыков (58) — советский кинорежиссёр («Друг мой, Колька!», «Председатель» и др. фильмы).
- 9 апреля — Иван Громов (79) — Герой Советского Союза.
- 9 апреля — Йосеф Дов Соловейчик (90) — один из крупнейших галахистов и еврейских мыслителей XX века, лидеров ортодоксального еврейства США.
- 9 апреля — Оловаренко, Валерий Леонидович (23) — командир танкового взвода танкового батальона 149-го гвардейского мотострелкового полка 201-й дважды Краснознамённой Гатчинской мотострелковой дивизии, гвардии лейтенант, Герой Российской Федерации (посмертно)
- 10 апреля — Валерий Длугач (38) — известный российский криминальный авторитет 1990-х годов по кличке «Глобус».
- 11 апреля — Вацлав Дворжецкий (82) — советский актёр театра и кино, Народный артист РСФСР (1991).
- 11 апреля — Пётр Исаичкин (74) — Герой Советского Союза.
- 11 апреля — Анатолий Марунов (69) — Герой Советского Союза.
- 11 апреля — Рахмон Набиев (62) — президент Таджикистана в 1991—1992.
- 11 апреля — Николай Яковлев (71) — Герой Советского Союза.
- 12 апреля — Игорь Чумычкин (27) — рок-музыкант, гитарист, участник группы «Алиса»; самоубийство.
- 13 апреля — Григорий Абрикосов (61) — советский актёр, народный артист РСФСР.
- 14 апреля — Владимир Борисенко (81) — советский военный деятель, Полковник. Герой Советского Союза.
- 15 апреля — Василий Белов (68) — Герой Советского Союза.
- 15 апреля — Иван Гарагонич (76) — советский государственный и партийный деятель, председатель Исполнительного комитета Закарпатского областного Совета (1955—1963).
- 15 апреля — Николай Глотов (73) — полковник Советской Армии, участник Великой Отечественной войны, Герой Советского Союза.
- 15 апреля — Николай Посохин (77) — советский военный. Участник Великой Отечественной войны. Герой Советского Союза.
- 15 апреля — Лесли Чартерис (85) — английский и американский писатель и сценарист, автор детективных произведений о приключениях Святого.
- 16 апреля — Михаил Сафронов (76) — советский учёный, доктор ветеринарных наук.
- 17 апреля — Николай Крюков (77) — советский актёр театра и кино.
- 17 апреля — Шаген Мегрян (41) — первый секретарь райкома партии и председатель Шаумяновского райисполкома.
- 17 апреля — Николай Крюков (77) —
- 17 апреля — Тургут Озал (65) — турецкий государственный и политический деятель.
- 18 апреля — Алексей Ивашенков (78) — Полный кавалер Ордена Славы.
- 19 апреля — Фёдор Прийма (84) — советский и российский литературовед.
- 20 апреля — Леонас Балтрунас (78) — литовский баскетболист и волейболист.
- 20 апреля — Филипп Штанько (87) — Герой Советского Союза.
- 20 апреля — Пётр Фёдоров (78) — Герой Советского Союза.
- 22 апреля — Василий Борисов (80) — Герой Советского Союза.
- 23 апреля — Сесар Чавес (66) — известный американский правозащитник, борец за социальные права трудящихся и мигрантов, национальный герой Соединённых Штатов Америки, сторонник веганства.
- 24 апреля — Оливер Тамбо (75) — южноафриканский политик, борец против Апартеида, центральная фигура в Африканском национальном конгрессе.
- 25 апреля — Григорий Давиденко (77) — Герой Советского Союза.
- 25 апреля — Сергей Козлов (41) — советский офицер-десантник, Герой Советского Союза.
- 27 апреля — Михаил Миронов (73) — Герой Советского Союза.
- 28 апреля — Надежда Аронецкая (73) — молдавский советский педагог и театральный режиссёр.
- 28 апреля — Валентина Гризодубова (83) — советская лётчица, участница одного из рекордных перелётов, участница Великой Отечественной войны, одна из первых женщин, удостоенных звания Героя Советского Союза.
- 29 апреля — Александр Соковнин (80) — молдавский пианист и музыкальный педагог.

## Май
- 1 мая — Ранасингхе Премадаса (68) — премьер-министр (1978—1989) и президент (с 1989) Шри-Ланки; убит в результате теракта, совершённого террористом-смертником.
- 1 мая — Пьер Береговуа (67) — французский политик-социалист, премьер-министр Франции в 1992—1993, при президенте республики Франсуа Миттеране; самоубийство.
- 2 мая — Иван Лапиков (70) — советский актёр театра и кино, Народный артист СССР (1982).
- 3 мая — Роберт де Ниро (старший) (71) — поэт, скульптор и живописец, отец актера Роберта Де Ниро.
- 3 мая — Гермина Тырлова (92) — чешский режиссёр анимации .
- 4 мая — Владимир Базовский (75) — советский государственный и партийный деятель, чрезвычайный и полномочный посол в Венгрии.
- 4 мая — Мария Смирнова (88) — советский кинодраматург, лауреат Сталинской премии первой степени (1948, за сценарий к фильму «Сельская учительница»).
- 4 мая — Абдулла Шагиев (86) — участник Великой Отечественной войны, Герой Советского Союза.
- 5 мая — Яков Белопольский (76) — советский архитектор, был в числе проектировщиков зданий цирка на проспекте Вернадского, Российского университета дружбы народов и др.
- 5 мая — Виталий Буяновский (62) — советский валторнист, педагог и композитор.
- 6 мая — Николай Давидович (73) — лейтенант Советской Армии, участник Великой Отечественной войны, Герой Советского Союза.
- 6 мая — Николай Салацкий — советский и партийный деятель.
- 6 мая — Абрам Столяр(74) — белорусский советский педагог-методист.
- 6 мая — Николай Юдин (82) — участник Великой Отечественной войны, Герой Советского Союза.
- 7 мая — Александр Горголюк (73) — участник Великой Отечественной войны, Герой Советского Союза.
- 7 мая — Владимир Мельников (64) — советский конструктор вычислительной техники, академик.
- 9 мая — Владимир Антонов (83) — участник Великой Отечественной войны, Герой Советского Союза.
- 11 мая — Юрий Азовкин (68) — участник Великой Отечественной войны, Герой Советского Союза.
- 13 мая — Вольфганг Лотц (72) — разведчик-нелегал Моссада.
- 13 мая — Николай Мельников (70) — участник Великой Отечественной войны, Герой Советского Союза.
- 15 мая — Семён Гинзбург (95) — советский государственный и партийный деятель, министр промышленности строительных материалов СССР (1947—1950).
- 16 мая — Семён Золотарёв (79) — Герой Советского Союза.
- 16 мая — Владимир Хало (70) — Герой Советского Союза.
- 17 мая — Виктор Едкин (73) — советский военный летчик.
- 17 мая — Иван Олейник (83) — полный кавалер Ордена Славы.
- 18 мая — Валентина Антонова (85) — кандидат искусствоведения, специалист в области древнерусской живописи.
- 18 мая — Станислав Меркурьев (48) — российский учёный, специалист в области математической и вычислительной физики, член-корреспондент АН СССР.
- 18 мая — Василий Стамов (79) — советский скульптор, рисовальщик, портретист.
- 19 мая — Анатолий Котов (67) — Полный кавалер Ордена Славы.
- 21 мая — Яков Крапивин (79) — Герой Советского Союза.
- 21 мая — Витаутас Ландсбергис-Жямкальнис (100) — литовский архитектор, общественный и политический деятель.
- 22 мая — Андрей Лебедев (85) — советский и российский искусствовед.
- 22 мая — Григорий Прокопенко (69) — Герой Советского Союза.
- 22 мая — Владимир Промыслов (84) — советский государственный деятель, председатель исполнительного комитета Моссовета в 1963—1985.
- 22 мая — Мечислав Хоршовский (100) — польско-американский пианист и музыкальный педагог.
- 23 мая — Вениамин Дымшиц (82) — советский государственный и партийный деятель.
- 23 мая — Артавазд Минасян (80) — советский учёный, доктор философских наук.
- 23 мая — Вазген Оганесов (73) — Герой Советского Союза.
- 25 мая — Артак Вартанян (97) — генерал-лейтенант Советской Армии, военный разведчик, участник Первой мировой, Гражданской и Великой Отечественной войн.
- 25 мая — Григорий Тарасов (80) — Герой Советского Союза.
- 26 мая — Пётр Горохов (69) — украинский советский хормейстер, хоровой дирижёр, музыкальный педагог.
- 27 мая — Александр Алексеев (72) — советский историк и писатель, исследователь истории освоения Дальнего Востока, Камчатки и Русской Америки, доктор исторических и кандидат географических наук.
- 27 мая — Пётр Черненко (74) — Герой Советского Союза.
- 27 мая — Пётр Эпов (72) — полный кавалер ордена Славы.
- 28 мая — Анатолий Ляпкин (75) — Герой Советского Союза.
- 29 мая — Реджинальд Брей — македонист, славист, научный работник, полиглот и переводчик.
- 29 мая — Михаил Цыкин (70) — Герой Советского Союза.
- 29 мая — Айхман Шамуратова (75) — каракалпакская советская актриса и певица, общественный деятель. Народная артистка СССР.
- 29 мая — Бетси Шидфар (65) — российский филолог, востоковед-арабист, переводчик.
- 30 мая — Анатолий Балашов (72) — Герой Советского Союза.
- 31 мая — Павел Севостьянов (68) — Герой Советского Союза.
- 31 мая — Михаил Сергейчик (83) — советский государственный деятель.

## Июнь
- 2 июня — Павел Гришаев (74) — деятель органов государственной безопасности, подполковник, доктор юридических наук, профессор.
- 3 июня — Анастасия Иванова (34) — советская актриса.
- 4 июня — Георгий Милляр (89) — советский, российский актёр театра и кино.
- 5 июня — Леонид Гуров (82) — молдавский советский композитор и музыкальный педагог, профессор.
- 5 июня — Сергей Тимофеев (34) — русский художник, поэт, музыкант; трагически погиб.
- 7 июня — Халлак Аминов (78) — Герой Советского Союза.
- 7 июня — Борис Будкевич (69) — советский артист — руководитель нескольких вокально-инструментальных ансамблей.
- 7 июня — Анатолий Полянский (65) — советский архитектор.
- 8 июня — Александр Васильев (74) — Герой Социалистического Труда.
- 11 июня — Константин Мартазов (73) — заслуженный мастер спорта СССР по стрельбе, судья международной категории.
- 11 июня — Мстислав (Скрипник) (95) — украинский религиозный деятель, предстоятель неканонической Украинской автокефальной православной церкви и неканонической Украинской православной церкви Киевского патриархата.
- 12 июня — Александр Коровяков (80) — русский советский художник, живописец.
- 12 июня — Монте Мелконян (35) — армянский военачальник, Герой Армении.
- 12 июня — Леонид Пятигорский (84) — советский физик.
- 13 июня — Дмитрий Ерёмин (88) — русский советский писатель.
- 13 июня — Галимзан Камалеев (73) — Герой Советского Союза.
- 13 июня — Иван Климанов (69) — Герой Советского Союза.
- 13 июня — Марк Паверман (86) — российский советский дирижёр, педагог.
- 14 июня — Евгений Явенков (71) — Герой Советского Союза.
- 15 июня — Джеймс Хант (45) — английский автогонщик, чемпион мира 1976 года по автогонкам в классе Формула-1; инфаркт.
- 16 июня — Андрей Давыдов (69) — участник Великой Отечественной войны, Герой Советского Союза.
- 16 июня — Пётр Коваленко (74) — участник Великой Отечественной войны, Герой Советского Союза.
- 17 июня — Алексей Охрименко — советский «неофициальный» поэт, автор ряда популярных песен, автор-исполнитель («бард»).
- 18 июня — Биньямин Авниэль (86) — израильский политик, депутат кнессета.
- 18 июня — Иван Гончар (81) — украинский советский скульптор, художник.
- 18 июня — Александра Хэзлак (84) — писательница Австралии.
- 19 июня — Уильям Голдинг (81) — британский писатель, лауреат Нобелевской премии по литературе (1983).
- 19 июня — Алексей Панков (91) — участник Великой Отечественной войны, Герой Советского Союза.
- 20 июня — Ефим Городецкий (86) — советский историк и историограф, доктор исторических наук.
- 20 июня — Николай Жосан (74) — Герой Советского Союза.
- 20 июня — Шухрат (75) — узбекский и советский писатель, поэт, драматург и переводчик.
- 22 июня — Пэт Никсон (81) — первая леди США (1969—1974).
- 23 июня — Алексей Инаури (85) — участник Великой Отечественной войны, Герой Советского Союза.
- 25 июня — Юозас Матулис (94) — литовский химик и физик, основатель национальной электрохимической школы.
- 26 июня — Виктор Бородин (70) — майор Советской Армии, участник Великой Отечественной войны, Герой Советского Союза.
- 26 июня — Каро Кахкеджян (31) — военный деятель, участник Карабахской войны, командир добровольческого отряда «Крестоносцы».
- 26 июня — Рут Майенбург (85) — австрийская писательница и журналистка, деятельница Коммунистической партии Австрии, советская разведчица.
- 26 июня — Юрий Полянский (89) — советский протозоолог.
- 26 июня — Фёдор Соломатин — Полный кавалер Ордена Славы.
- 27 июня — Вера Салбиева (82) — советский офицер, участница Великой Отечественной войны, за подвиги лета 1941 года представленная к званию Героя Советского Союза.
- 28 июня — Джи-Джи Аллин — американский панк-рок-музыкант.
- 28 июня — Юрий Айхенвальд (64) — российский поэт, переводчик, мемуарист, правозащитник.
- 29 июня — Иван Твердохлебов (72) — советский и украинский учёный; кандидат географических наук, профессор.
- 30 июня — Аркадий Аркадьев (85) — украинский советский актёр, народный артист СССР

## Июль
- 1 июля — Шамиль Расизаде (76) — видный государственный деятель и учёный-аграрий
- 2 июля — Фред Гвинн (66) — американский актёр.
- 2 июля — Михал Голеневский (71) — польский разведчик-перебежчик и самозванец, выдававший себя за «спасенного от расстрела» царевича Алексея Николаевича.
- 2 июля — Дмитрий Налбандян (86) — советский художник, Народный художник СССР (1969), Герой Социалистического Труда (1976).
- 2 июля — Андрей Харитонов (76) — участник Великой Отечественной войны, Герой Советского Союза.
- 3 июля — Виктор Байков (70) — советский актёр, заслуженный артист РСФСР.
- 3 июля — Николай Кичигин (80) — участник Великой Отечественной войны, Герой Советского Союза.
- 3 июля — Николай Мартьянов (69) — участник Великой Отечественной войны, Герой Советского Союза.
- 3 июля — Михаил Меерович (73) — советский композитор.
- 4 июля — Вахтанг Бахтадзе (72) — грузинский и советский режиссёр-мультипликатор. Режиссёр, сценарист и художник-постановщик мультипликационных фильмов. Заслуженный деятель искусств Грузинской ССР.
- 4 июля — Роман Качанов (72) — советский режиссёр-мультипликатор.
- 4 июля — Иван Филатов (72) — участник Великой Отечественной войны, Герой Советского Союза.
- 6 июля — Джон Болтон (71) — австралийский астроном британского происхождения.
- 6 июля — Иван Румянцев (73) — Полный кавалер Ордена Славы.
- 7 июля — Миа Сапата (27) — американская рок-певица, автор песен, гитаристка и пианистка. Солистка группы «The Gits».
- 7 июля — Иван Ростунов (73) — советский и российский военный историк, доктор исторических наук.
- 9 июля — Григорий Бурмак (73) — старший лейтенант Советской Армии, участник Великой Отечественной и советско-японской войн, Герой Советского Союза.
- 9 июля — Никита Чернявский (72) — украинский советский поэт, прозаик, журналист.
- 11 июля — Алексей Лебедев (68) — русский советский исполнитель на тубе, педагог, композитор, профессор Московской консерватории.
- 13 июля — Сергей Борин (19) — пограничник 12-й пограничной заставы Московского пограничного отряда Группы российских пограничных войск в Республике Таджикистан, Герой Российской Федерации (посмертно).
- 13 июля — Владимир Елизаров (20) — инструктор службы собак 12-й заставы Московского пограничного отряда Группы российских пограничных войск в Республике Таджикистан, сержант, Герой Российской Федерации (посмертно).
- 13 июля — Сергей Сущенко (20) — пограничник 12-й заставы Московского пограничного отряда Таджикско-Афганской границы, Герой Российской Федерации (посмертно)
- 13 июля — Игорь Филькин (20) — рядовой 12-й пограничной заставы 117-го Московского пограничного отряда Группы российских пограничных войск в Республике Таджикистан, Герой Российской Федерации (посмертно)
- 14 июля — Пётр Меснянкин (73) — лейтенант Советской Армии, участник Великой Отечественной войны, Герой Советского Союза.
- 14 июля — Пётр Рябых (69) — участник Великой Отечественной войны, Герой Советского Союза.
- 14 июля — Лео Ферре (76) — французский поэт, переводчик, певец и композитор.
- 15 июля — Евгений Фёдоров (81) — участник Великой Отечественной войны, Герой Советского Союза.
- 15 июля — Аркадий Шалолашвили (46) — советский и российский актёр театра и кино.
- 16 июля — Николай Щелканов (68) — участник Великой Отечественной войны, полный кавалер орден Славы.
- 17 июля — Владимир Бармин (84) — советский учёный, конструктор реактивных пусковых установок, ракетно-космических и боевых стартовых комплексов.
- 17 июля — Иван Бурбыга (70) — Полный кавалер ордена Славы.
- 17 июля — Амо Сагиян (79) — советский и армянский поэт.
- 17 июля — Адольф Юшкевич — советский российский историк науки.
- 18 июля — Альфонс Бертольд (83) — ливский поэт и переводчик.
- 19 июля — Евгений Осетров (70) — советский писатель и литературный критик.
- 20 июля — Афанасий Ковалёв (89) — советский политический деятель, председатель СНК Белорусской ССР (1937—1938).
- 21 июля — Самуил Вейцман (75) — Герой Социалистического Труда.
- 22 июля — Надир Алыш оглы Алиев (30) — азербайджанский офицер, Национальный герой Азербайджана.
- 22 июля — Анатолий Белостоцкий (71) — украинский скульптор. Народный художник УССР.
- 22 июля — Виктор Цветков — советский деятель образования в системе Министерства внутренних дел.
- 22 июля — Дмитрий Ярусов (79) — Герой Социалистического Труда.
- 23 июля — Семён Антонов (73) — Герой Советского Союза.
- 24 июля — Дмитрий Гридин (81) — Герой Советского Союза.
- 24 июля — Виктор Панкрашкин (36) — советский баскетболист.
- 24 июля — Владимир Шаблинский (82) — советский и украинский спортсмен и тренер.
- 26 июля — Владимир Лакшин (60) — русский литературный критик, литературовед, прозаик, мемуарист.
- 27 июля — Алексей Незнакин (77) — Герой Советского Союза.
- 29 июля — Николай Костенко (79) — молдавский писатель.
- 29 июля — Алексей Рудик (72) — советский российский учёный в области физики элементарных частиц, ядерной физики и атомной техники, доктор физико-математических наук.
- 30 июля — Дмитрий Лебедев (75) — Герой Советского Союза.
- 30 июля — Пётр Яценко (67) — Герой Советского Союза.
- 31 июля — Бодуэн I (62) — 5-й король бельгийцев (с 17 июля 1951).
- 31 июля — Василий Романюк (83) — Герой Советского Союза.

## Август
- 1 августа — Анна Богуславец (74) — Герой Социалистического Труда.
- 1 августа — Эльмира Кафарова (59) — азербайджанский государственный деятель и дипломат.
- 1 августа — Виктор Поляничко (56) — политический и государственный деятель СССР и Российской Федерации.
- 2 августа — Семён Гейченко (90) — российский литератор, пушкинист, музейный работник.
- 2 августа — Иван Поляков (70) — участник Великой Отечественной войны. Герой Советского Союза.
- 2 августа — Юрий Левитин (80) — советский композитор.
- 2 августа — Михаил Чеченев (72) — участник Великой Отечественной войны. Герой Советского Союза.
- 2 августа — Алексей Шитиков (81) — советский партийный и государственный деятель.
- 3 августа — Эдуард Шорин (59) — советский партийный деятель.
- 4 августа — Самвел Кочарянц (84) — советский конструктор, разработчик первых советских атомных и термоядерных боеприпасов.
- 4 августа — Николай Наумов (83) — участник Великой Отечественной войны. Герой Советского Союза.
- 4 августа — Иосиф Парфианович (90) — физик, основатель научной школы по люминесценции и радиационной физике.
- 4 августа — Валерий Хрищатый (42) — советский и казахстанский альпинист. Заслуженный мастер спорта СССР.
- 5 августа — Андрей Ромоданов (72) — советский украинский нейрохирург.
- 6 августа — Анатолий Василевский (64) — советский писатель-прозаик. Член Союза писателей СССР.
- 7 августа — Игорь Нарский (72) — историк философии.
- 7 августа — Дмитрий Фалин (75) — Герой Советского Союза.
- 9 августа — Василий Рындя (75) — Герой Советского Союза.
- 10 августа — Владимир Веклич (54) — изобретатель троллейбусного поезда.
- 10 августа — Эйстейн Ошет (25) — норвежский музыкант и композитор; гитарист и идеолог блэк-метал группы Mayhem; убийство.
- 10 августа — Сергей Долинский (72) — Герой Советского Союза.
- 11 августа — Матвей Золотов (79) — советский строитель, каменщик, почётный гражданин города Тольятти.
- 11 августа — Михаил Жбанов (83) — Герой Советского Союза.
- 11 августа — Дмитрий Щецура (71) — Герой Советского Союза.
- 13 августа — Владимир Некрасов (71) — Герой Советского Союза.
- 15 августа — Пётр Бабичев (71) — Герой Советского Союза.
- 15 августа — Михаил Стариков (83) — Герой Советского Союза.
- 15 августа — Гершон Шапиро (93) — советский военный деятель, техник-интендант 1-го ранга.
- 17 августа — Михаил Сухаренко (85) — советский промышленный деятель.
- 18 августа — Василий Митрохин (75) — Герой Советского Союза.
- 20 августа — Виктор Торшин (45) — советский спортсмен, змс по пулевой стрельбе, неоднократный чемпион мира, Европы, СССР, Республики Беларусь
- 22 августа — Роман Вольчек — советский шашист, тренер и судья, спортивный деятель.
- 10 января — Павел Беляев (44) — лётчик-космонавт СССР, Герой Советского Союза; перитонит.
- 22 августа — Динмухамед Кунаев (81) — советский государственный и общественный деятель, Первый секретарь ЦК Компартии Казахской ССР.
- 22 августа — Афанасий Салынский (72) — советский драматург.
- 23 августа — Иван Глебов (90) — советский военачальник, генерал-полковник.
- 23 августа — Виктор Горшенёв — советский и украинский учёный-правовед.
- 23 августа — Александр Епанешников (39) — российский военнослужащий, майор, командир поисково-спасательного отряда 250-й авиационной базы специальной группы Военно-воздушных сил в Арктике, Герой Российской Федерации (1994, посмертно; погиб  при выполнении полётного задания.
- 23 августа — Александр Овчаров (77) — генерал-майор Советской Армии, участник Великой Отечественной войны, Герой Советского Союза.
- 24 августа — Михаил Вовк (73) — участник Великой Отечественной войны, Герой Советского Союза.
- 24 августа — Андрей Сытько (78) — участник Великой Отечественной войны, Герой Советского Союза.
- 26 августа — Иван Зелепукин (68) — участник Великой Отечественной войны, Герой Советского Союза.
- 28 августа — Иван Сухомлин (82) — участник Великой Отечественной войны, Герой Советского Союза.
- 30 августа — Марк Лисянский (80) — русский поэт, автор текстов песен, в частности гимна Москвы (совместно с Сергеем Аграняном).
- 31 августа — Дмитрий Гасай (70) — Полный кавалер Ордена Славы.

## Сентябрь
- 1 сентября — Гасан Абдуллаев (75) — советский и азербайджанский физик, бывший Президент АН Азербайджанской ССР, академик АН АзССР, член-корреспондент АН СССР.
- 3 сентября — Борис Котлярский (79) — Герой Советского Союза.
- 4 сентября — Сергей Иванчиков (80) — Герой Советского Союза.
- 4 сентября — Семён Марушкин (74) — советский борец.
- 5 сентября — Павел Басманов (87) — русский советский художник, книжный график.
- 5 сентября — Вадим Поплавский (34) — украинский комик и актёр, участник комик-труппы Маски.
- 5 сентября — Анастасия Цветаева (98) — русская писательница, дочь профессора Ивана Цветаева, младшая сестра Марины Цветаевой.
- 5 сентября — Юлиан Семёнов (61) — советский писатель и сценарист.
- 6 сентября — Александр Дзыза (74) — советский военачальник, генерал-лейтенант.
- 7 сентября — Кронид (Мищенко) — епископ Русской православной церкви, епископ Днепропетровский и Криворожский.
- 8 сентября — Михаил Вершинин (69) — Полный кавалер Ордена Славы.
- 8 сентября — Сергей Жуйков (81) — советский учёный-психолог, доктор психологических наук.
- 8 сентября — Бронислав Урбанавичус (75) — Герой Советского Союза.
- 9 сентября — Игорь Гейнрихс (74) — советский и российский музыкальный педагог, хоровой дирижёр, теоретик и методист.
- 9 сентября — Лев Засецкий (73) — писатель.
- 11 сентября — Адам Кватерко (80) — польский журналист и издатель.
- 13 сентября — Игорь Адабашев (74) — советский журналист, популяризатор науки, писатель-фантаст.
- 13 сентября — Орест Зыбачинский (81) — деятель ОУН на территории Буковины (входившей в состав Румынии) и в годы 2-й мировой войны.
- 13 сентября — Борис Мозолевский (57) — украинский археолог и литератор.
- 13 сентября — Евгений Хорват (31) — русский поэт, затем немецкий художник.
- 13 сентября — Никифор Чевола (84) — Герой Советского Союза.
- 15 сентября — Фёдор Котанов (79) — Герой Советского Союза.
- 16 сентября — Анатолий Колдаков (56) — советский футболист.
- 16 сентября — Нунуккал, Уджеру (72) — политический деятель Австралии, творческий деятель, педагог и борец за права австралийских аборигенов.
- 16 сентября — Вера Орлова (75) — советская российская актриса театра и кино, народная артистка РСФСР.
- 17 сентября — Валентин Козлов (76) — Герой Советского Союза.
- 17 сентября — Илья Медков (26) — российский предприниматель, с 1991 один из руководителей «Прагмабанка», основатель и президент нефтяного концерна «ДИАМ» и одноимённого банка; заказное убийство.
- 18 сентября — Леонид Чурилов (86) — Герой Советского Союза.
- 19 сентября — Борис Бабий (79) — украинский советский ученый-историк.
- 19 сентября — Пётр Десницкий (82) — Герой Советского Союза.
- 20 сентября — Аждар Муталлим оглы Ибрагимов (74) — кинорежиссёр, кинодраматург. Народный артист СССР.
- 20 сентября — Яков Костин (75) — Полный кавалер ордена Славы.
- 21 сентября — Николай Малахов (71) — полковник Советской Армии, участник Великой Отечественной войны, Герой Советского Союза.
- 23 сентября — Николай Алексеевский (81) — советский физик-экспериментатор, член-корреспондент АН СССР.
- 23 сентября — Вячеслав Кондратьев (72) — русский советский писатель и поэт; самоубийство.
- 23 сентября — Иван Мариненко (74) — Полный кавалер Ордена Славы.
- 24 сентября — Хуснулла Валиуллин (79) — советский и российский композитор.
- 24 сентября — Борис Милютин (88) — молдавский советский дирижёр, народный артист Молдавии.
- 24 сентября — Бруно Понтекорво (80) — итальянский и советский физик.
- 24 сентября — Василий Скрябин (71) — участник Великой Отечественной войны, Герой Советского Союза.
- 26 сентября — Нина Берберова (92) — русская писательница, историк российского масонства.
- 26 сентября — Семён Иванов (86) — советский военачальник, Герой Советского Союза, генерал армии.
- 26 сентября — Эдуардо Вано Пастор (82) — испанский художник-карикатурист.[1]
- 27 сентября — Гурам Габискирия (46) — мэр Сухуми; убийство.
- 27 сентября — Андрей Соловьёв (39 или 40) — российский фотожурналист; убийство.
- 27 сентября — Жиули Шартава (49) — грузинский государственный деятель, председатель Совета министров Абхазии; убийство.
- 28 сентября — Гено Адамия (57) — грузинский военачальник, участник Грузино-абхазской войны; погиб в бою.
- 28 сентября — Константин Ежов (76) — Герой Советского Союза.
- 28 сентября — Борис Кандыбин (73) — Герой Советского Союза.
- 28 сентября — Галина Макарова (73) — советская и белорусская актриса театра и кино. Народная артистка СССР.
- 29 сентября — Ян Берн (53) — австралийский художник-концептуалист.
- 29 сентября — Николай Михеев (70) — советский и российский актёр театра и кино, Народный артист СССР.
- 29 сентября — Михаил Сухомлинов (18) — музыкант популярной группы «Ласковый май», певец, бизнесмен; убит.
- 30 сентября — Яков Верников (72) — Герой Советского Союза, заслуженный лётчик-испытатель СССР.

## Октябрь
- 2 октября — Марк Кишинёвский — советский химик.
- 2 октября — Виктор Севастьянов (70) — советский футболист, живописец, пейзажист.
- Погибшие во время октябрьских событий 1993 года в Москве:
  - 3 октября — Рори Пек (36) — независимый репортёр и оператор англо-ирландского происхождения.
  - 3 октября — Николай Ситников (19) — сапёр отряда специального назначения «Витязь», рядовой, защитник телецентра «Останкино», Герой Российской Федерации (1993, посмертно).
  - 3 октября — Иван Скопан (48) — репортёр французской телекомпании «TF1»
  - Ночь на 4 октября — Наталия Петухова (19) — начинающая поэтесса и актриса.
  - 4 октября — Грицюк, Сергей Анатольевич (30) — майор Внутренних войск МВД РФ, участник разгона Верховного Совета России, Герой Российской Федерации (1993, посмертно).
  - 4 октября — Роман Коровушкин (18) — российский военнослужащий, снайпер 119-го гвардейского ордена Александра Невского парашютно-десантного полка 106-й гвардейской Краснознамённой ордена Кутузова 2-й степени воздушно-десантной дивизии, гвардии рядовой, участник разгона Верховного Совета России, Герой Российской Федерации (1993, посмертно).
  - 4 октября — Константин Красников (25) — заместитель командира инженерно-сапёрной роты 119-го гвардейского ордена Александра Невского парашютно-десантного полка 106-й гвардейской Краснознамённой ордена Кутузова 2-й степени воздушно-десантной дивизии, гвардии старший лейтенант, участник разгона Верховного Совета России, Герой Российской Федерации (1993, посмертно).
  - 4 октября — Юрий Лобов (21) — военнослужащий Отдельной мотострелковой дивизии особого назначения им. Ф. Э. Дзержинского внутренних войск МВД России, участник разгона Верховного Совета России, Герой Российской Федерации (1993, посмертно)
  - 4 октября — Александр Маврин — старший лейтенант милиции, участник разгона Верховного Совета России, Герой Российской Федерации (1993, посмертно).
  - 4 октября — Александр Панков (39)  — старший сержант милиции, участник разгона Верховного Совета России, Герой Российской Федерации (1993, посмертно).
  - 4 октября — Владислав Панов (20) — российский военнослужащий, снайпер-разведчик 119-го гвардейского парашютно-десантного полка, гвардии рядовой, участник разгона Верховного Совета России, Герой Российской Федерации (1993, посмертно).
  - 4 октября — Олег Петров (19) — рядовой Внутренних войск МВД РФ, участник разгона Верховного Совета России, Герой Российской Федерации (1993, посмертно)
  - 4 октября — Александр Савченко (37) — подполковник внутренних войск МВД РФ, участник разгона Верховного Совета России, Герой Российской Федерации (1993, посмертно).
  - 4 октября — Геннадий Сергеев (29) — оперуполномоченный группы 1-го отдела Управления «А» («Альфа»), младший лейтенант ФСБ; участник разгона Верховного Совета России, Герой России (1993, посмертно)[2].
  - 4 октября — Сергей Смирнов (28) — командир роты 119-го парашютно-десантного полка 106-й гвардейской воздушно-десантной дивизии, гвардии капитан, участник разгона Верховного Совета России Герой Российской Федерации (1993, посмертно)
  - 4 октября — Антон Фарелюк (21) — младший сержант милиции, участник разгона Верховного Совета России, Герой Российской Федерации (1993, посмертно).
  - 4 октября — Сергей Хихин (19) — разведчик-снайпером разведывательной роты 119-го гвардейского парашютно-десантного полка 106-й гвардейской воздушно-десантной дивизии, гвардии ефрейтор, участник разгона Верховного Совета России, Герой Российской Федерации (1993, посмертно).
- 5 октября — Григорий Айзенберг (85) — оператор комбинированных съемок, оператор-постановщик.
- 5 октября — Карл Хенайз (66) — астронавт США, астроном, доктор философии.
- 5 октября — Владимир Цветов (60) — международный обозреватель, телекомментатор, востоковед, японист.
- 5 октября — Пётр Мальцев (85) — советский живописец.
- 5 октября — Александр Штейн (87) — русский советский писатель, драматург, сценарист.
- 5 октября — Витаутас Юркунас (83) — литовский график, народный художник СССР.
- 6 октября — Сергей Бабков (72) — российский советский живописец и график, член Ленинградского Союза художников.
- 6 октября — Дмитрий Кадров (79) — полный кавалер ордена Славы.
- 6 октября — Анатолий Короченский (36) — старший сержант милиции, участник разгона Верховного Совета России, Герой Российской Федерации (1993, посмертно); умер от ран, полученных в бою.
- 6 октября — Сергей Коршунов (22) — младший лейтенант милиции, участник разгона Верховного Совета России, Герой Российской Федерации (1993, посмертно); убит.
- 7 октября — Сергей Павлов (64) — советский государственный деятель.
- 7 октября — Аркадий Шофман (80) — российский историк, профессор.
- 8 октября — Владимир Максаков (70) — Герой Советского Союза.
- 8 октября — Павел Яценко (72) — Герой Советского Союза.
- 9 октября — Павел Кича (79) — Полный кавалер ордена Славы.
- 9 октября — Дмитрий Николаев (73) — Герой Советского Союза.
- 9 октября — Алексей Черняев (68) — Герой Советского Союза.
- 12 октября — Тофик Бахрамов (67) — советский, азербайджанский футбольный арбитр.
- 14 октября — Василий Капитонов (76) — Герой Советского Союза.
- 15 октября — Василий Бирюков (73) — Герой Советского Союза.
- 15 октября — Георгий Леладзе (73) — Герой Советского Союза.
- 18 октября — Александр Михайлов (22 )— старший лейтенант Внутренних войск МВД РФ, участник разгона Верховного Совета России, Герой Российской Федерации (1993); умер от ран, полученных в бою.
- 19 октября — Иван Алёхин (73) — Полный кавалер ордена Славы.
- 19 октября — Борис Попов (83) — первый секретарь Архангельского обкома.
- 20 октября — Пётр Дранко (80) — Герой Советского Союза.
- 20 октября — Шая Меламуд (82) — российский советский живописец и график.
- 21 октября — Мельхиор Ндадайе (40) — президент Бурунди с июля 1993, первый демократически избранный президент страны и первый глава государства — представитель народности хуту; убийство.
- 21 октября — Джеймс Лео Херлихай (66) — американский романист, драматург и актёр.
- 22 октября — Лаврентий Деменков (75) — подполковник КГБ СССР, участник Великой Отечественной войны, Герой Советского Союза.
- 23 октября — Константин Исмагулов (74) — участник Великой Отечественной войны, Герой Советского Союза.
- 23 октября — Шота Ломидзе (57) — советский борец вольного стиля, серебряный призёр Олимпийских игр, двукратный чемпион мира, двукратный чемпион Европы, 4-кратный чемпион СССР. Заслуженный мастер спорта.
- 23 октября — Василий Стрельников (74) — участник Великой Отечественной войны, Герой Советского Союза.
- 25 октября — Мария Капнист (79) — советская и украинская актриса, Заслуженная артистка Украинской ССР (1988); умерла в результате осложнений после того, как попала под автомобиль.
- 26 октября — Пётр Просветов — участник Великой Отечественной войны, Герой Советского Союза.
- 27 октября — Пеэтер Лилье (43) — эстонский дирижёр.
- 23 октября — Александр Каширин (82) — участник Великой Отечественной войны, Герой Советского Союза.
- 28 октября — Станислав Кирилюк (68) — советский и российский журналист, радиореортёр, редактор Арзамасской городской редакции радио.
- 28 октября — Юрий Лотман (71) — советский литературовед, культуролог и семиотик.
- 28 октября — Виталий Соболев (69) — участник Великой Отечественной войны, Герой Советского Союза.
- 28 октября — Владимир Соляник (78) — участник Великой Отечественной войны, Герой Советского Союза.
- 29 октября — Липман Берс (79) — американский математик.
- 30 октября — Антанас Рамонас (45) — литовский писатель.
- 31 октября — Лидия Винничук — польский классический филолог и историк.
- 31 октября — Ривер Феникс (23) — американский актёр и музыкант.
- 31 октября — Федерико Феллини (73) — выдающийся итальянский режиссёр.

## Ноябрь
- 1 ноября — Владимир Витковский (75) — советский государственный и партийный деятель, председатель Исполнительного комитета Калининградского областного Совета (1966—1983).
- 1 ноября — Павел Гельд (81) — советский учёный физико-химик.
- 2 ноября — Степан Ильин (78) — старший сержант Советской Армии, участник Великой Отечественной войны, Герой Советского Союза.
- 3 ноября — Леонид Спирин — советский историк, доктор исторических наук, профессор.
- 3 ноября — Лев Термен (97) — изобретатель, создатель первого электро-музыкального инструмента.
- 4 ноября — Ежи Брошкевич — польский писатель, прозаик, драматург, эссеист и публицист. Российскому читателю в основном известен по переводам детских произведений.
- 4 ноября — Иван Лаврик (71) — полковник Советской Армии, участник Великой Отечественной войны, Герой Советского Союза.
- 4 ноября — Ади Шарипов (80) — писатель, доктор филологических наук.
- 5 ноября — Рафик Джафар оглы Алыджанов (28) — азербайджанский офицер, Национальный герой Азербайджана.
- 5 ноября — Фёдор Трофимов (74) — Герой Советского Союза.
- 6 ноября — Григорий Романюк (76) — Герой Советского Союза.
- 6 ноября — Йозеф Серчук — командир еврейского партизанского отряда, действовавшего в области Люблина в Польше в годы Второй мировой войны.
- 7 ноября — Андрей Тихонов (87) — советский математик и геофизик, академик АН СССР, профессор МГУ.
- 7 ноября — Игорь Турчин (56) — выдающийся гандбольный тренер. Заслуженный тренер СССР.
- 7 ноября — Александр Якуненко (75) — Герой Советского Союза.
- 9 ноября — Ануарбек Алимжанов (63) — казахский писатель, известный публицист, общественный деятель.
- 9 ноября — Сергей Калинин (82) — советский и казахстанский учёный.
- 10 ноября — Николай Иванов (70) — Герой Советского Союза.
- 10 ноября — Дмитрий Фролов (76) — советский рабочий. Герой Социалистического Труда.
- 11 ноября — Владимир Крюченко (67) — Герой Советского Союза.
- 11 ноября — Михаил Соколов (70) — Герой Советского Союза.
- 12 ноября — Анна Стэн (84) — кино- и театральная актриса украинского происхождения; до 1929 года снималась в СССР, затем эмигрировала и продолжила карьеру в Европе и США.
- 12 ноября — Рингвуд, Тед (63) — австралийский учёный.
- 12 ноября — Александр Столяров (80) — Герой Советского Союза.
- 12 ноября — Гарри Холдеман (67) — американский политик и бизнесмен, глава администрации Белого дома (1969—1973).
- 13 ноября — Валентин Клименко — советский учёный-прокатчик.
- 13 ноября — Леонид Колобов (86) — Герой Советского Союза.
- 13 ноября — Сергей Рудаков (77) — Герой Советского Союза.
- 13 ноября — Николай Тараканов (75) — Герой Советского Союза.
- 14 ноября — Аким Грачёв (79) — Герой Советского Союза.
- 14 ноября — Яаков Шапира (91) — израильский общественный и политический деятель.
- 14 ноября — Григорий Шумков (73) — Герой Советского Союза.
- 15 ноября — Василий Быстров (71) — Герой Советского Союза.
- 15 ноября — Елена Гоголева (93) — советская актриса театра и кино, народная артистка СССР (1949).
- 15 ноября — Давид Маргулис (79) — Герой Советского Союза.
- 15 ноября — Яков Терлецкий (81) — советский физик, профессор физического факультета МГУ, лауреат нескольких премий за работы в области магнитной индукции.
- 17 ноября — Федос Авхачёв (84) — участник Великой Отечественной войны, командир танкового батальона 1-й польской танковой бригады 11-го гвардейского танкового корпуса 1-й гвардейской танковой армии 2-го Белорусского фронта, Герой Советского Союза, майор.
- 19 ноября — Леонид Гайдай (70) — русский советский кинорежиссёр, сценарист, актёр, Народный артист РСФСР (1974), Народный артист СССР (1989).
- 19 ноября — Тиндейл, Норман (93) — австралийский антрополог, археолог, энтомолог и этнолог. Офицер Ордена Австралии.
- 20 ноября — Борис Буряк (80) — советский и украинский литературовед, критик и писатель.
- 20 ноября — Всеволод Канский (82) — старший лейтенант Рабоче-крестьянской Красной Армии, участник Великой Отечественной войны, Герой Советского Союза.
- 20 ноября — Василий Сухоловский (72) — Полный кавалер Ордена Славы.
- 22 ноября — Энтони Бёрджесс (76) — английский писатель, литературовед, критик, композитор.
- 22 ноября — Андрей Некрасов (84) — участник Великой Отечественной войны, Герой Советского Союза.
- 22 ноября — Татьяна Николаева (69) — советская пианистка, преподаватель и композитор, профессор Московской консерватории. Лауреат Сталинской премии первой степени. Народная артистка СССР
- 22 ноября — Владимир Сафонов (76) — участник Великой Отечественной войны, Герой Советского Союза.
- 23 ноября — Мария Зубарева (31) — советская российская актриса.
- 23 ноября — Александр Шевцов — полный кавалер ордена Славы.
- 24 ноября — Иван Луценко (81) — учёный-химик, декан Химического факультета МГУ.
- 26 ноября — Владимир Адмони (84) — российский языковед, литературовед, переводчик и поэт, доктор филологических наук.
- 27 ноября — Сергей Бережной (64) — фрезеровщик Запорожского автомобильного завода «Коммунар».
- 28 ноября — Пери Броад (72) — бывший унтершарфюрер СС, служащий концлагеря Освенцим.
- 28 ноября — Евгений Птичкин (63) — советский композитор, автор музыки к песне «Ромашки спрятались» (слова Игоря Шаферана) и ко множеству других песен из советских фильмов.
- 29 ноября — Пётр Грушин (87) — советский и российский ученый в области ракетной техники, академик АН СССР.
- 29 ноября — Виктор Козлов (73) — Герой Советского Союза.
- 30 ноября — Илларион Зенин (77) — Герой Советского Союза.
- 30 ноября — Аркадий Коняев (74) — советский военный лётчик. Участник Великой Отечественной войны. Герой Советского Союза.

## Декабрь
- 1 декабря — Александр Карпов (68) — советский военачальник, участник Великой Отечественной войны, Герой Советского Союза.
- 1 декабря — Адольф Константинопольский (69) — советский художник, баталист.
- 1 декабря — Леонид Палажченко (59) — советский партийный и государственный деятель.
- 2 декабря — Яков Антошин (82) — Герой Советского Союза.
- 2 декабря — Иван Кобяков (76) — советский военачальник, Герой Советского Союза.
- 2 декабря — Яков Неумоев (86) — Герой Советского Союза.
- 2 декабря — Игорь Нефёдов (33) — советский российский актёр театра и кино; самоубийство.
- 2 декабря — Пабло Эскобар (44) — колумбийский наркобарон; убит в результате спецоперации.
- 4 декабря — Фрэнк Заппа (52) — американский композитор, гитарист, певец, кинорежиссёр и сатирик.
- 5 декабря — Евгений Габрилович (94) — русский советский писатель, драматург и сценарист.
- 7 декабря — Виктор Алексеев (67) — Полный кавалер ордена Славы.
- 7 декабря — Иван Зайцев (84) — Герой Советского Союза.
- 7 декабря — Фёдор Клейбус (75) — капитан Советской Армии, участник Великой Отечественной войны, Герой Советского Союза.
- 7 декабря — Николай Соловьёв (75) — Герой Советского Союза.
- 7 декабря — Николай Часнык (72) — Герой Советского Союза.
- 7 декабря — Феликс Уфуэ-Буаньи (88) — первый президент Кот-д'Ивуара (1960—1993, изначально государство носило название Берег Слоновой Кости).
- 9 декабря — Дэнни Бланчфлауэр (67) — североирландский футболист, старший брат другого футболиста, Джеки Бланчфлауэра.
- 9 декабря — Олег Дмитриев (56) — русский советский поэт и переводчик.
- 9 декабря — Рымбек Ильяшев (83) — советский политический деятель, 1-й секретарь Алма-Атинского областного комитета КП Казахстана (1956—1957).
- 9 декабря — Александр Кобленц (77) — латвийский советский шахматист, мастер спорта СССР, заслуженный тренер СССР, один из организаторов шахматного движения в Латвийской ССР.
- 12 декабря — Ольгерд Кравцов (81) — Герой Советского Союза.
- 13 декабря — Газиза Жубанова (66) — казахский композитор, лидер композиторской школы Казахстана, народная артистка СССР.
- 15 декабря — Валентин Иванов — майор Рабоче-крестьянской Красной Армии, гвардии майор, Герой Советского Союза (1943), участник Великой Отечественной войны, лишён всех званий и наград в связи с осуждением.
- 15 декабря — Пантелеймон Норцов (93) — советский оперный певец и педагог.
- 17 декабря — Ибрагимов, Мирза Аждар оглы (82) — советский и азербайджанский писатель и общественный деятель, Герой Социалистического Труда, член союза писателей Азербайджанской ССР.
- 17 декабря — Григорий Шилов (77) — Герой Советского Союза.
- 18 декабря — Наталия Сац (90) — советский режиссёр, театральный деятель, создатель первого в мире театра для детей.
- 18 декабря — Ольга Даценко (90) — советская актриса.
- 20 декабря — Назифе Гюран (72) — турецкий композитор.
- 20 декабря — Константин Карельских (78) — советский и российский актёр театра, кино и озвучивания.
- 20 декабря — Салих Япеев (79) — Министр внутренних дел ТАССР.
- 21 декабря — Кола Бельды (64) — советский, российский певец, популярный артист эстрады 50-80-х годов, Заслуженный артист Российской Федерации, Заслуженный артист Республики Саха.
- 21 декабря — Иван Козловский (93) — советский оперный и камерный певец.
- 21 декабря — Иван Пашков (71) — участник Великой Отечественной войны, Герой Советского Союза.
- 22 декабря — Иван Ермолаев — участник Великой Отечественной войны, Герой Советского Союза.
- 22 декабря — Степан Копытов (69) — участник Великой Отечественной войны, Герой Советского Союза.
- 22 декабря — Виктор Малышев (70) — участник Великой Отечественной войны, Герой Советского Союза.
- 23 декабря — Сергей Иванов (88) — участник Великой Отечественной войны, Герой Советского Союза.
- 24 декабря — Александр Бурак (75) — подполковник Советской Армии, участник Великой Отечественной войны, Герой Советского Союза.
- 25 декабря — Владимир Иевлев (71) — русский советский живописец.
- 25 декабря — Игнатий Новиков (86) — советский государственный и хозяйственный деятель.
- 25 декабря — Иван Пантелеев (68) — Полный кавалер Ордена Славы.
- 25 декабря — Николай Тимков (81) — русский советский живописец-пейзажист.
- 25 декабря — Григорий Чумаков — участник Великой Отечественной войны, Герой Советского Союза.
- 25 декабря — Азат Шеренц (80) — армянский актёр театра и кино.
- 26 декабря — Спартак Лобанов (69) — участник Великой Отечественной войны, Герой Советского Союза.
- 27 декабря — Мелитон Кантария (73) — младший сержант Красной Армии, водрузивший (по официальной версии первым) Знамя Победы на крыше немецкого рейхстага рано утром 1 мая 1945 года.
- 27 декабря — Феофан Радугин (81) — участник Великой Отечественной войны, Герой Советского Союза.
- 29 декабря — Дмитрий Ермаков (73) — участник Великой Отечественной войны, Герой Советского Союза.
- 29 декабря — Фрунзик Мкртчян (63) — советский актёр театра и кино, народный артист Армянской ССР (1971), народный артист СССР (1984).
- 30 декабря — Кузьма Антоненко (85) — Герой Советского Союза.
- 30 декабря — Михаил Лидов (67) — советский и российский ученый.
- 31 декабря — Михаил Дудин (77) — русский советский поэт, переводчик, общественный деятель.
- 31 декабря — Звиад Гамсахурдия (54) — грузинский писатель, учёный, доктор филологических наук, диссидент, общественный и политический деятель, первый президент Грузии в 1991 — 1992 годах, убийство или самоубийство.
- 31 декабря — Брэндон Тина (21) — транссексуал из США, жертва преступления на почве ненависти, по мотивам судьбы которого снят кинофильм.

## Дата неизвестна или требует уточнения
- Ричи Достян (77—78) — советская писательница.
- Луис Потгитер (Louis Hendrik Potgieter, 42), южноафриканский певец и танцор, фронтмен группы Dschinghis Khan; умер от СПИДа; по другим данным, умер в 1996.